# Nemotelus incurvatus
Nemotelus incurvatus är en tvåvingeart som beskrevs av James 1974. Nemotelus incurvatus ingår i släktet Nemotelus och familjen vapenflugor.
Artens utbredningsområde är Ecuador. Inga underarter finns listade i Catalogue of Life.